# Liste der Kulturdenkmale in Jessen (Elster)
In der Liste der Kulturdenkmale in Jessen sind alle Kulturdenkmale der Stadt Jessen im Landkreis Wittenberg und ihrer Ortsteile aufgelistet. Grundlage ist das Denkmalverzeichnis des Landes Sachsen-Anhalt, das auf Basis des Denkmalschutzgesetzes vom 21. Oktober 1991 erstellt und seither laufend ergänzt wurde (Stand: 31. Dezember 2022).

## Kulturdenkmale nach Ortsteilen

### Jessen (Elster)
| Lage                                                                                     | Bezeichnung                                | Beschreibung | Erfassungs- nummer | Ausweisungsart            | Bild                                       |
| ---------------------------------------------------------------------------------------- | ------------------------------------------ | --- | ------------------ | ------------------------- | ------------------------------------------ |
| Annaburger Straße (Karte)                                                                | Annaburger Straße                          | Gedenkstätte | 094 36672          | Baudenkmal                | Annaburger Straße                          |
| Bahnhofstraße (Karte)                                                                    | Bahnhofstraße                              | Straßenzug Straßenzug mit zwei Fabrikantenvillen und Fabrikgebäuden | 094 35041          | Denkmalbereich            | Bahnhofstraße                              |
| Bahnhofstraße 1 (Karte)                                                                  | Bahnhof Jessen                             | Bahnhof | 094 36287          | Baudenkmal                | Bahnhof Jessen                             |
| Bahnhofstraße 2 (Karte)                                                                  | Wohnhaus                                   | Wohnhaus | 094 36288          | Baudenkmal                | BW                                         |
| Bahnhofstraße 3 (Karte)                                                                  | Fabrikantenvilla                           | eingeschossiger Massivbau mit Souterrain, um 1908 | 094 35042          | Baudenkmal                | Fabrikantenvilla                           |
| Bahnhofstraße 5 (Karte)                                                                  | Fuhrmannsche Fabrik                        | straßenbildprägender Fabrikbau mit Jugendstilformen in der Fassadengestaltung, um 1912                                                                                      | 094 35043          | Baudenkmal                | Fuhrmannsche Fabrik                        |
| Bahnhofstraße 7 (Karte)                                                                  | Fabrikantenvilla                           | Jugendstilvilla 1911 | 094 35044          | Baudenkmal                | Fabrikantenvilla                           |
| Hospitalplatz (Karte)                                                                    | Feierhalle mit Friedhofsmauer              | Massivbau in späten Jugendstilformen, 1913, mit Mauer und schmiedeeisernen Toren                                                                                            | 094 35046          | Baudenkmal                | BW                                         |
| Friedhof (Karte)                                                                         | ehemalige Hospitalkapelle                  | kleiner Saalbau mit Apsis, 18. Jahrhundert |                    | Baudenkmal                | BW                                         |
| Friedhof (Karte)                                                                         | Grabmal für Hermann Fuhrmann               | Grabanlage mit neubarockem schmiedeeisernem Gitter, 1910 |                    | Baudenkmal                | BW                                         |
| Friedhof (Karte)                                                                         | Grabmal für Hermann Stoeter                | Grabanlage in Jugendstilformen, 1912 |                    | Baudenkmal                | BW                                         |
| Kirchplatz (Karte)                                                                       | Kirche                                     | Backsteinbau auf kreuzförmigen Grundriss mit vorgesetztem Westturm, zweite Hälfte des 17. Jahrhunderts, Mitte des 19. Jahrhunderts verputzt                                 | 094 35049          | Baudenkmal                | Weitere Bilder                             |
| Kirchplatz, Lange Straße, Lorenzstraße, Markt, Schloßstraße, Wittenberger Straße (Karte) | Altstadtkern                               | in sich geschlossene Bebauung des Stadtzentrums mit Wohn- und Geschäftshäusern aus dem 18. und 19. Jahrhundert                                                              | 094 35050          | Denkmalbereich            | BW                                         |
| Kirchplatz 7 (Karte)                                                                     | Geburtshaus des Historikers Karl Lamprecht | |                    | Baudenkmal                | Geburtshaus des Historikers Karl Lamprecht |
| Schloßweg (Karte)                                                                        | Schloss Jessen                             | als mittelalterliche Burgstelle angelegt, später kursächsisches Wohnschloss, jetziger Bau unter Verwendung älterer Teile auf gleichem Grundriss im 19. Jahrhundert erneuert | 094 35051          | Baudenkmal                | Schloss Jessen                             |
| Schulfestplatz (Karte)                                                                   | Jahnhaus                                   | eingeschossiger Massivbau mit neoklassizistischem Säulenportal, um 1920 | 094 35053          | Baudenkmal                | Jahnhaus                                   |
| Schulfestplatz (Karte)                                                                   | Kriegerdenkmal Jessen                      | expressionistische Löwenfigur, für die Gefallenen des Ersten Weltkrieges | 094 35052          | Kleindenkmal              | Kriegerdenkmal Jessen                      |
| Wittenberger Straße 61 (Karte)                                                           | Arztvilla Wittenberger Straße 61           | Villa zweigeschossiger Massivbau in späten Jugendstilformen, um 1913 | 094 35055          | Baudenkmal                | Arztvilla Wittenberger Straße 61           |
| Weinberge (Karte)                                                                        | Weinpresse                                 | Kelter | 094 35056          | bewegliches Kulturdenkmal | Weinpresse                                 |

### Arnsdorf
| Lage             | Bezeichnung                             | Beschreibung | Erfassungs- nummer | Ausweisungsart | Bild                                    |
| ---------------- | --------------------------------------- | --- | ------------------ | -------------- | --------------------------------------- |
| Am Anger (Karte) | Dorfanger mit Kirche und Kriegerdenkmal | Dorfanger in natürlich gewachsenem Zustand, Feldsteinkirche Mitte des 13. Jahrhunderts, Kriegerdenkmal 1914–1918 | 094 35057          | Baudenkmal     | Dorfanger mit Kirche und Kriegerdenkmal |
| Am Anger (Karte) | Kirche                                  | Die Kirche stammt aus der ersten Hälfte des 13. Jahrhunderts und wurde aus Feldsteinen errichtet.                | 094 35058          | Baudenkmal     | Weitere Bilder                          |

### Battin
| Lage                                                             | Bezeichnung               | Beschreibung                                                                                    | Erfassungs- nummer | Ausweisungsart | Bild           |
| ---------------------------------------------------------------- | ------------------------- | ----------------------------------------------------------------------------------------------- | ------------------ | -------------- | -------------- |
| südlich an der Straße nach Grabo, am Kilometerstein 19,7 (Karte) | Kreuzstein                |                                                                                                 | 094 41223          | Kleindenkmal   | Kreuzstein     |
| Battiner Dorfstraße 19 (Karte)                                   | Taubenhaus                | zweigeschossiges Backstein-Taubenhaus mit historisierender Klinker-Putz-Fassade, um 1900        | 094 35082          | Baudenkmal     | BW             |
| Battiner Dorfstraße 58 (Karte)                                   | Pfarrhaus mit Einfriedung | zweistöckiges Fachwerkhaus mit massivem Erdgeschoss und Aborterker, Anfang des 19. Jahrhunderts | 094 35081          | Baudenkmal     | BW             |
| Battiner Dorfstraße 21 (Karte)                                   | Kirche                    | einschiffige Backsteinkirche, 1901                                                              | 094 35113          | Baudenkmal     | Weitere Bilder |

### Buschkuhnsdorf
| Lage                 | Bezeichnung | Beschreibung                                           | Erfassungs- nummer | Ausweisungsart | Bild |
| -------------------- | ----------- | ------------------------------------------------------ | ------------------ | -------------- | ---- |
| Dorfstraße 9 (Karte) | Bauernhaus  | Klinkerbau mit plastischer Fassadengestaltung, um 1930 | 094 35084          | Baudenkmal     | BW   |

### Düßnitz
| Lage                          | Bezeichnung        | Beschreibung                                                                 | Erfassungs- nummer | Ausweisungsart               | Bild           |
| ----------------------------- | ------------------ | ---------------------------------------------------------------------------- | ------------------ | ---------------------------- | -------------- |
| An den Linden (Karte)         | Dorfkirche Düßnitz | Kirche Saalkirche mit quadratischem Westturm, Schiff aus dem 13. Jahrhundert | 094 35086          | Baudenkmal                   | Weitere Bilder |
| An den Linden 37, 37a (Karte) | Bauernhaus         | Bauernhaus zweigeschossiger Massivbau mit Jugendstilfassade, um 1910         | 094 35085          | Baudenkmal                   | BW             |
| An den Linden 37a             | Altenteil          | Altenteil                                                                    | 094 35085 001      | Teilobjekt eines Baudenkmals |                |

### Gentha
| Lage                          | Bezeichnung       | Beschreibung                                                                          | Erfassungs- nummer | Ausweisungsart               | Bild           |
| ----------------------------- | ----------------- | ------------------------------------------------------------------------------------- | ------------------ | ---------------------------- | -------------- |
| südlich der Ortslage (Karte)  | Mühle             | Mühle                                                                                 | 094 35401          | Baudenkmal                   | Weitere Bilder |
| Genthaer Dorfstraße 1 (Karte) | Gutshaus          | breitgelagerter elfachsiger Massivbau mit Mansardwalmdach, Mitte des 19. Jahrhunderts | 094 35096          | Baudenkmal                   | Gutshaus       |
| Leipaer Landstraße 1a (Karte) | Dorfkirche Gentha | Kirche                                                                                | 094 35098          | Baudenkmal                   | Weitere Bilder |
| im Freien neben der Kirche    | Taufstein         | Taufstein                                                                             | 094 35098 001      | Teilobjekt eines Baudenkmals |                |

### Gerbisbach
| Lage                               | Bezeichnung                         | Beschreibung | Erfassungs- nummer | Ausweisungsart               | Bild           |
| ---------------------------------- | ----------------------------------- | --- | ------------------ | ---------------------------- | -------------- |
| (Karte)                            | Kanal                               | Ein in den Jahren 1576/77 angelegter Wasserkanal, auch Anna Kanal genannt.                                                                             | 094 98588          | Baudenkmal                   | BW             |
| Dorfstraße (Karte)                 | Dorfanger mit angrenzender Bebauung | Dorfanger mit erhaltener Sozialstruktur, Armenhaus, Dorfschmiede, Rittergut, Vierseitenhof mit Taubenhaus, Bebauung in Fachwerk- und Backsteinbauweise | 094 35106          | Denkmalbereich               | BW             |
| Gerbisbacher Dorfstraße 8a (Karte) | Bauernhaus                          | | 094 97945          | Baudenkmal                   | BW             |
| Dorfstraße 12 (Karte)              | Bauernhaus                          | zweigeschossiges verputztes Fachwerkhaus 1838 | 094 35099          | Baudenkmal                   | BW             |
| Dorfstraße 21 (Karte)              | Rittergut                           | zweistöckiges Fachwerkhaus | 094 35100          | Baudenkmal                   | BW             |
| Gerbisbacher Dorfstraße 22 (Karte) | Bauernhof                           | Backsteinbau um 1910 | 094 35101          | Baudenkmal                   | BW             |
| Dorfstraße 23 (Karte)              | Hofanlage                           | Bauernhof Vierseitenhof in originalem Zustand 1895 | 094 35102          | Baudenkmal                   | BW             |
| Gerbisbacher Dorfstraße 23         | Taubenhaus                          | Taubenhaus | 094 35102 001      | Teilobjekt eines Baudenkmals |                |
| Dorfstraße 26 (Karte)              | Auszugshaus                         | eingeschossiger Backsteinbau in originalem Zustand, Ende des 19. Jahrhunderts                                                                          | 094 35103          | Baudenkmal                   | BW             |
| Dorfstraße 27 (Karte)              | Armenhaus                           | verputzter Backsteinbau Ende des 19. Jahrhunderts, im Innern originale Raumstruktur                                                                    | 094 35104          | Baudenkmal                   | BW             |
| (Karte)                            | Dorfkirche Gerbisbach               | kleine zweischiffige Hallenkirche, im Kern 13. Jahrhundert, Kreuzgratgewölbe vermutlich aus dem 15. Jahrhundert                                        | 094 35105          | Baudenkmal                   | Weitere Bilder |
| Gerbisbach Ortsteil Gerbis (Karte) | Wassermühle                         | Gebäudegruppe mit Wohnhaus, Mühlengebäude, Wirtschaftsbau und Resten der Technik aus dem 19. Jahrhundert                                               | 094 35107          | Baudenkmal                   | Wassermühle    |

### Glücksburg
| Lage                    | Bezeichnung                      | Beschreibung | Erfassungs- nummer | Ausweisungsart | Bild |
| ----------------------- | -------------------------------- | --- | ------------------ | -------------- | ---- |
| Schloßstraße 2          | Forsthaus mit Wirtschaftsgebäude | langgestreckter eingeschossiger Backsteinbau, Mitte des 19. Jahrhunderts                                          |                    | Baudenkmal     |      |
| Glücksburg 6, 8 (Karte) | Jagdhaus Glücksburg              | ehemals kurfürstliches Jagdhaus, 1576 aus den Resten des abgetragenen Burg Sydow von Kurfürst August I. errichtet | 094 35168          | Baudenkmal     | BW   |

### Gorsdorf
| Lage                      | Bezeichnung | Beschreibung                                                | Erfassungs- nummer | Ausweisungsart | Bild           |
| ------------------------- | ----------- | ----------------------------------------------------------- | ------------------ | -------------- | -------------- |
| Ortsteil Gorsdorf (Karte) | Kirche      | Saalkirche 1620 mit Westturm von 1910, Schiff 1834 erneuert | 094 35112          | Baudenkmal     | Weitere Bilder |

### Grabo
| Lage                  | Bezeichnung      | Beschreibung                                                                                               | Erfassungs- nummer | Ausweisungsart | Bild           |
| --------------------- | ---------------- | --- | ------------------ | -------------- | -------------- |
| Dorfstraße 20 (Karte) | Dorfschule       | eingeschossiger Fachwerkbau, typische einklassige Dorfschule mit Lehrerwohnung, Mitte des 19. Jahrhunderts | 094 35115          | Baudenkmal     | Dorfschule     |
| Dorfstraße 29 (Karte) | Taubenhaus       | Backsteinbau mit Satteldach                                                                                | 094 35116          | Baudenkmal     | Taubenhaus     |
| Dorfstraße 33 (Karte) | Dorfkirche Grabo | Saalbau mit hohem Dachstuhl                                                                                | 094 35114          | Baudenkmal     | Weitere Bilder |

### Hemsendorf
| Lage                                       | Bezeichnung                 | Beschreibung | Erfassungs- nummer | Ausweisungsart               | Bild           |
| ------------------------------------------ | --------------------------- | --- | ------------------ | ---------------------------- | -------------- |
| Flur 3, Flurstück 72 (Karte)               | Plantage                    | Plantage | 094 36240          | Baudenkmal                   | BW             |
| Ortsteil Hemsendorf Dorfstraße 116 (Karte) | Taubenhaus                  | Taubenhaus zweieinhalbgeschossiger Backsteinbau mit Krüppelwalmdach von 1936                                       | 094 35110          | Baudenkmal                   | BW             |
| (Karte)                                    | Schloss und Park Hemsendorf | Rittergut Das Gebäude ist ein vierflügliger Schlossbau aus 17. Jahrhundert mit Landschaftspark und Wirtschaftsbau. | 094 35108          | Baudenkmal                   | Weitere Bilder |
| Wasserschloß 1                             | Gutshaus                    | Gutshaus | 094 35108 001      | Teilobjekt eines Baudenkmals |                |
| Wasserschloß                               | Park                        | Park | 094 35108 002      | Teilobjekt eines Baudenkmals |                |

### Holzdorf
| Lage                          | Bezeichnung             | Beschreibung                                                                                     | Erfassungs- nummer | Ausweisungsart               | Bild                    |
| ----------------------------- | ----------------------- | ------------------------------------------------------------------------------------------------ | ------------------ | ---------------------------- | ----------------------- |
| Hauptstraße 77 (Karte)        | Wohnhaus                | zweigeschossiger Klinkerbau um 1935                                                              | 094 35125          | Baudenkmal                   | Wohnhaus                |
| Hauptstraße (Karte)           | Kirche                  | einschiffige Backsteinkirche mit quadratischem Westturm, 1884, Ausstattung aus den 1930er Jahren | 094 35127          | Baudenkmal                   | Weitere Bilder          |
| Hauptstraße 83 (Karte)        | Hofanlage               | Bauernhof geschlossene Hofanlage mit Fachwerkwohnhaus und typischen Klinkerbauten                | 094 35124          | Baudenkmal                   | Hofanlage               |
| Koordinaten fehlen! Hilf mit. | Bauernhaus              | Bauernhaus                                                                                       | 094 35124 001      | Teilobjekt eines Baudenkmals |                         |
| Koordinaten fehlen! Hilf mit. | Brauhaus                | Brauhaus                                                                                         | 094 35124 002      | Teilobjekt eines Baudenkmals |                         |
| Koordinaten fehlen! Hilf mit. | Altenteil               | Altenteil                                                                                        | 094 35124 003      | Teilobjekt eines Baudenkmals |                         |
| Koordinaten fehlen! Hilf mit. | Wirtschaftsgebäude      | Wirtschaftsgebäude                                                                               | 094 35124 004      | Teilobjekt eines Baudenkmals |                         |
| Koordinaten fehlen! Hilf mit. | Einfriedung             | Einfriedung                                                                                      | 094 35124 005      | Teilobjekt eines Baudenkmals |                         |
| Hauptstraße 100 (Karte)       | Bauernhaus mit Hofmauer | Bauernhaus original erhaltenes, anderthalbgeschossiges Bauernhaus aus Klinkermauerwerk           | 094 35123          | Baudenkmal                   | Bauernhaus mit Hofmauer |
| Koordinaten fehlen! Hilf mit. | Einfriedung             | Einfriedung                                                                                      | 094 35123 001      | Teilobjekt eines Baudenkmals |                         |
| Waldweg 26 (Karte)            | Blockhaus               | Blockhaus seltener Blockbau, um 1940                                                             | 094 35126          | Baudenkmal                   | Blockhaus               |

### Kleindröben
| Lage                                  | Bezeichnung         | Beschreibung                                                                                    | Erfassungs- nummer | Ausweisungsart | Bild           |
| ------------------------------------- | ------------------- | ----------------------------------------------------------------------------------------------- | ------------------ | -------------- | -------------- |
| Flur 1, Flurstück 27, 28              | Plantage            |                                                                                                 | 094 36239          | Baudenkmal     |                |
| am Ortsausgang Richtung Klöden – Rade | Distanzstein        |                                                                                                 | 094 35299          | Kleindenkmal   |                |
| (Karte)                               | Kirche mit Kirchhof | Fachwerkbau mit fünfseitigem Ostabschluss und quadratischem Westturm, Ende des 17. Jahrhunderts | 094 35128          | Baudenkmal     | Weitere Bilder |
| (Karte)                               | Ortskern            | im Grundriss erhaltene ringförmige Dorfanlage                                                   | 094 35131          | Denkmalbereich | BW             |
| (Karte)                               | Kriegerdenkmal      | lebensgroße Sandsteinfigur für die Gefallenen des Ersten und Zweiten Weltkrieges                | 094 35129          | Kleindenkmal   | Kriegerdenkmal |
| Kleindröben Nr. 7 (Karte)             | Taubenhaus          |                                                                                                 | 094 97940          | Baudenkmal     | Taubenhaus     |
| Kleindröben Nr. 9 (Karte)             | Taubenhaus          |                                                                                                 | 094 97941          | Baudenkmal     | Taubenhaus     |
| Kleindröben Nr. 12a (Karte)           | Taubenhaus          |                                                                                                 | 094 97942          | Baudenkmal     | BW             |

### Kleinkorga
| Lage                                                | Bezeichnung  | Beschreibung                                          | Erfassungs- nummer | Ausweisungsart | Bild         |
| --------------------------------------------------- | ------------ | ----------------------------------------------------- | ------------------ | -------------- | ------------ |
| Wegegabelung nach Steinsdorf und Neuerstadt (Karte) | Distanzstein | Distanzstein                                          | 094 97938          | Kleindenkmal   | Distanzstein |
| Dorfstraße 20 (Karte)                               | Bauernhof    | in sich geschlossene Hofanlage, Klinkerbauweise, 1933 | 094 35132          | Baudenkmal     | Bauernhof    |

### Klöden
| Lage                                                                       | Bezeichnung             | Beschreibung | Erfassungs- nummer | Ausweisungsart | Bild                    |
| -------------------------------------------------------------------------- | ----------------------- | --- | ------------------ | -------------- | ----------------------- |
| Im Dorf 33, 34, 35, 36, 37, 38, 39, 40, 41, 45, 50, 52, 54, 58, 60 (Karte) | Dorfkern                | rundlingsförmige Anlage, bestehend aus Propstei, Pfarrhaus, Dorfschule und einzelnen Gehöften aus dem 18. und 19. Jahrhundert                        | 094 35011          | Denkmalbereich | Dorfkern                |
| Dorfstraße 6 (Karte)                                                       | Tagelöhnerhaus          | anderthalbgeschossiger Fachwerkbau, Ende des 18. Jahrhunderts                                                                                        |                    | Baudenkmal     | BW                      |
| Dorfstraße 20                                                              | Gutsarbeiterhaus        | Gutsarbeiterhaus | 094 35007          | Baudenkmal     |                         |
| Elbstraße 8 (Karte)                                                        | Gutsarbeiterhaus        | Gutsarbeiterhaus | 094 35004          | Baudenkmal     | BW                      |
| Elbstraße 18 (Karte)                                                       | Ehemalige Oberförsterei | eingeschossiger Massivbau und Fachwerkscheune mit Fachwerknebengebäuden, um 1800                                                                     | 094 35013          | Baudenkmal     | Ehemalige Oberförsterei |
| Elbstraße 20 (Karte)                                                       | Fährhaus                | ehemaliges Fährhaus am Elbdeich | 094 35014          | Baudenkmal     | Fährhaus                |
| Im Dorf (Karte)                                                            | Kirche                  | Backsteinbau, Chor und Apsis um 1300, Schiff wenig später, Turm mit Frührenaissancegiebel von 1516                                                   | 094 35003          | Baudenkmal     | Weitere Bilder          |
| Im Dorf 20 (Karte)                                                         | Dorfschule              | ehemalige Dorfschule mit Lehrerwohnung, Mitte des 19. Jahrhunderts                                                                                   | 094 35009          | Baudenkmal     | Dorfschule              |
| Im Dorf 16 (Karte)                                                         | Propstei                | Propstei | 094 35010          | Baudenkmal     | Propstei                |
| Lange Gasse 1 (Karte)                                                      | Schmiede                | eingeschossiger Backsteinbau mit zweigeschossigem Wohnhaus und Wirtschaftsgebäude, um 1910, im Dreieck zwischen Langer Gasse und Schützberger Straße | 094 35005          | Baudenkmal     | Schmiede                |
| Radsche Straße 15                                                          | Getreidemühle           | Mühlenanlage | 094 35008          | Baudenkmal     | Getreidemühle           |
| Schützberger Straße                                                        | Scheune                 | zweiflüglige Fachwerkscheune der ehemaligen Domänenschäferei, erste Hälfte des 19. Jahrhunderts                                                      | 094 35006          | Baudenkmal     |                         |
| Burgweg 1 (Karte)                                                          | Schloss Klöden          | dreiflüglige Anlage an der Stelle eines der ältesten deutschen Burgwarde östlich der Elbe                                                            | 094 35002          | Baudenkmal     | Schloss Klöden          |

### Klossa
| Lage                          | Bezeichnung        | Beschreibung | Erfassungs- nummer | Ausweisungsart               | Bild           |
| ----------------------------- | ------------------ | --- | ------------------ | ---------------------------- | -------------- |
| Klossaer Straße 27 (Karte)    | Hofanlage          | Bauernhof in sich geschlossener Dreiseitenhof, Wohnhaus in Fachwerkbauweise mit Klinkern ummantelt, 18. Jahrhundert                                                  | 094 35135          | Baudenkmal                   | Hofanlage      |
| Koordinaten fehlen! Hilf mit. | Bauernhaus         | Bauernhaus | 094 35135 001      | Teilobjekt eines Baudenkmals |                |
| Koordinaten fehlen! Hilf mit. | Altenteil          | Altenteil | 094 35135 002      | Teilobjekt eines Baudenkmals |                |
| Koordinaten fehlen! Hilf mit. | Scheune            | Scheune | 094 35135 003      | Teilobjekt eines Baudenkmals |                |
| Koordinaten fehlen! Hilf mit. | Stall              | Stall | 094 35135 004      | Teilobjekt eines Baudenkmals |                |
| Koordinaten fehlen! Hilf mit. | Taubenhaus         | Taubenhaus | 094 35135 005      | Teilobjekt eines Baudenkmals |                |
| Koordinaten fehlen! Hilf mit. | Backhaus           | Backhaus | 094 35135 006      | Teilobjekt eines Baudenkmals |                |
| Koordinaten fehlen! Hilf mit. | Stall              | Stall | 094 35135 007      | Teilobjekt eines Baudenkmals |                |
| Koordinaten fehlen! Hilf mit. | Wirtschaftsgebäude | Wirtschaftsgebäude | 094 35135 008      | Teilobjekt eines Baudenkmals |                |
| Klossaer Straße 28 (Karte)    | Dorfschule         | Dorfschule einklassige Dorfschule mit angebautem Lehrerhaus und Toilettenbau, Backsteinbauweise von 1932/33                                                          | 094 35134          | Baudenkmal                   | Dorfschule     |
| auf dem Dorfanger (Karte)     | Dorfkirche Klossa  | Kirche Saalkirche aus Raseneisensteinmauerwerk mit geradem Ostabschluss und eingestelltem Westturm, Mitte bis zweite Hälfte des 13. Jahrhunderts, Turm 1919 erneuert | 094 35133          | Baudenkmal                   | Weitere Bilder |

### Kremitz
| Lage                            | Bezeichnung            | Beschreibung                                                                                     | Erfassungs- nummer | Ausweisungsart               | Bild           |
| ------------------------------- | ---------------------- | ------------------------------------------------------------------------------------------------ | ------------------ | ---------------------------- | -------------- |
| Dorfstraße 26 (Karte)           | Dorfschule             | Dorfschule einklassige Dorfschule mit angebautem Lehrerhaus und Toilettenbau, Klinkerbau um 1930 | 094 35137          | Baudenkmal                   | Dorfschule     |
| Kremitzer Dorfstraße 18 (Karte) | Fachwerkkirche Kremitz | Kirche barocke Fachwerkkirche, 1783                                                              | 094 35138          | Baudenkmal                   | Weitere Bilder |
| Koordinaten fehlen! Hilf mit.   | Taufstein              | Taufstein                                                                                        | 094 35138 001      | Teilobjekt eines Baudenkmals |                |

### Linda
| Lage                                 | Bezeichnung          | Beschreibung                                                                   | Erfassungs- nummer | Ausweisungsart               | Bild           |
| ------------------------------------ | -------------------- | ------------------------------------------------------------------------------ | ------------------ | ---------------------------- | -------------- |
| Gemarkung Linda, F 9, FS 6 (Karte)   | Distanzstein         | Distanzstein                                                                   | 094 35165          | Kleindenkmal                 | BW             |
| Gemarkung Linda, F 9, FS 272 (Karte) | Distanzstein         | Distanzstein                                                                   | 094 35166          | Kleindenkmal                 | BW             |
| Lindaer Bahnhofstraße 32, 33 (Karte) | Bahnhof              | Bahnhof                                                                        | 094 36292          | Baudenkmal                   | Weitere Bilder |
| Hauptstraße 14 (Karte)               | Wohnhaus             | Wohnhaus Landarbeiterhaus mit originalen Details                               | 094 35146          | Baudenkmal                   | Wohnhaus       |
| (Karte)                              | Dorfkirche Linda     | Kirche mittelalterliche Feldsteinkirche, Saalbau mit dreiseitigem Ostabschluss | 094 35148          | Baudenkmal                   | Weitere Bilder |
| Hauptstraße                          | Kriegerdenkmal Linda | Kriegerdenkmal                                                                 | 094 35148 001      | Teilobjekt eines Baudenkmals |                |

### Lindwerder
| Lage    | Bezeichnung | Beschreibung | Erfassungs- nummer | Ausweisungsart | Bild           |
| ------- | ----------- | --- | ------------------ | -------------- | -------------- |
| (Karte) | Kirche      | einschiffiger Massivbau aus Raseneisenstein und Backstein mit dreiseitigem Ostabschluss, Westturm aus Feldstein | 094 35149          | Baudenkmal     | Weitere Bilder |

### Mellnitz
| Lage    | Bezeichnung | Beschreibung | Erfassungs- nummer | Ausweisungsart | Bild           |
| ------- | ----------- | --- | ------------------ | -------------- | -------------- |
| (Karte) | Dorfanger   | langgestreckter Dorfanger mit Resten einer mittelalterlichen Kirchhofmauer, Kirche und zwei alte Linden                                                          | 094 35154          | Denkmalbereich | BW             |
| (Karte) | Kirche      | romanische Saalkirche aus Feldsteinmauerwerk (13. Jahrhundert) mit quadratischem Turmaufsatz über dem Westgiebel in Fachwerkbauweise (Ende des 17. Jahrhunderts) | 094 35153          | Baudenkmal     | Weitere Bilder |

### Mönchenhöfe
| Lage                 | Bezeichnung | Beschreibung                                                                 | Erfassungs- nummer | Ausweisungsart | Bild     |
| -------------------- | ----------- | ---------------------------------------------------------------------------- | ------------------ | -------------- | -------- |
| Dorfstraße 3 (Karte) | Backhaus    | freistehendes Backhaus, Ofen mit Vorraum, in den 1980er Jahren rekonstruiert | 094 35158          | Baudenkmal     | Backhaus |

### Morxdorf
| Lage                                                                      | Bezeichnung | Beschreibung | Erfassungs- nummer | Ausweisungsart | Bild           |
| ------------------------------------------------------------------------- | ----------- | --- | ------------------ | -------------- | -------------- |
| Dorfstraße 25, 26, 27, 28, 29, 30, 31, 32, 33, 34, 35, 36, 37, 38 (Karte) | Ortskern    | städtebaulich und kulturgeschichtlich zusammenhängendes Ensemble                                                                          | 094 35160          | Denkmalbereich | BW             |
| auf dem Dorfanger (Karte)                                                 | Kirche      | romanischer Feldsteinbau mit geradem Ostabschluss (erste Hälfte des 13. Jahrhunderts) Turmaufsatz in Fachwerkbauweise über dem Westgiebel | 094 35159          | Baudenkmal     | Weitere Bilder |
| Dorfstraße 36                                                             | Schule      | Schule | 094 97935          | Baudenkmal     |                |

### Mügeln
| Lage                            | Bezeichnung                  | Beschreibung                                                                                                   | Erfassungs- nummer | Ausweisungsart | Bild           |
| ------------------------------- | ---------------------------- | --- | ------------------ | -------------- | -------------- |
| Jüterboger Allee 7 (Karte)      | Bauernhof                    | Bauernhof | 094 35164          | Baudenkmal     | BW             |
| Ulmenstraße 6 (Karte)           | Kirche                       | einschiffiger Feldsteinbau mit geradem Ostabschluss und spätklassizistischer Gestaltung, neogotischer Westturm | 094 35162          | Baudenkmal     | Weitere Bilder |
| Mügelner Hauptstraße 28 (Karte) | Pfarrhaus mit Einfriedung    | eingeschossiger Massivbau mit Zwerchhaus nach Osten sowie Westen, 1938                                         | 094 35163          | Baudenkmal     | BW             |
| Jüterboger Straße 46 (Karte)    | Backhaus                     | fensterloser Backsteinbau mit Satteldach, Mitte des 19. Jahrhunderts                                           | 094 35161          | Baudenkmal     | BW             |
| Schweinitzer Straße 2 (Karte)   | Bauernhaus mit Nebengebäuden | eingeschossiges Bauernhaus mit rotgelber Klinkerfassade, teilweise verbretterte Fachwerkscheune                |                    | Baudenkmal     | BW             |
| Straße nach Linda (Karte)       | Distanzstein                 | ca. 1,70 m hoher Sandsteinpfeiler mit Entfernungsangaben nach Mügeln und Linda, 19. Jahrhundert                |                    | Baudenkmal     | BW             |
| (Karte)                         | Wegekreuz im Wald            | Distanzstein                                                                                                   | 094 35165          | Baudenkmal     | BW             |

### Naundorf bei Seyda
| Lage                  | Bezeichnung           | Beschreibung | Erfassungs- nummer | Ausweisungsart | Bild           |
| --------------------- | --------------------- | --- | ------------------ | -------------- | -------------- |
| Ortsausgang (Karte)   | Mühle                 | Mühle | 094 35001          | Baudenkmal     | Weitere Bilder |
| Dorfstraße 21 (Karte) | Backhaus              | freistehendes Backhaus mit zweizügigem Backofen, um 1870                                                        | 094 35171          | Baudenkmal     | BW             |
| Dorfstraße 36 (Karte) | Dorfschule            | einklassige Dorfschule mit Lehrerwohnung, eingeschossiger Backsteinbau, Hofgebäude in Fachwerkbauweise, um 1895 | 094 35169          | Baudenkmal     | Dorfschule     |
| (Karte)               | Kirche mit Ummauerung | romanische Feldsteinkirche mit Apsis aus dem 13. Jahrhundert, Westturm mit Laterne, 1734                        | 094 35170          | Baudenkmal     | Weitere Bilder |

### Neuerstadt
| Lage                                                                              | Bezeichnung               | Beschreibung | Erfassungs- nummer | Ausweisungsart                                | Bild      |
| --------------------------------------------------------------------------------- | ------------------------- | --- | ------------------ | --------------------------------------------- | --------- |
| Neuerstadt Nr. 30, 26, 22, 18, 20, 58, 56, 54, 52, 38, 36, 32, 34, 48, 24 (Karte) | Dorfanger                 | Ortskern Straßenanger in weitgehend natürlicher Gestaltung mit Kriegerdenkmal für die Gefallenen des Ersten Weltkrieges | 094 35172          | Denkmalbereich                                | Dorfanger |
| im Ortskern                                                                       | Kriegerdenkmal Neuerstadt | Kriegerdenkmal | 094 35172 001      | Teilobjekt eines Denkmalbereichs - Baudenkmal |           |
| Neuerstadter Nr. 2                                                                | Mühle                     | Mühle | 094 97939          | Baudenkmal                                    |           |

### Rade
| Lage                           | Bezeichnung                            | Beschreibung | Erfassungs- nummer | Ausweisungsart | Bild           |
| ------------------------------ | -------------------------------------- | --- | ------------------ | -------------- | -------------- |
| Klödener Straße 33 (Karte)     | Dorfgasthof                            | ursprünglich erhaltener Dorfgasthof                                                                                               | 094 35192          | Baudenkmal     | BW             |
| Lindenstraße (Karte)           | Lindenallee                            | ländlicher Straßenzug | 094 35191          | Baudenkmal     | BW             |
| Lindenstraße 13 (Karte)        | Bauernhaus                             | Fachwerkbauernhaus aus 1771 |                    | Baudenkmal     | BW             |
| Straße nach Schöneicho (Karte) | Distanzstein                           | etwa 90 cm hoher Sandsteinpfeiler mit Entfernungsangaben nach Annaburg, Schöneicho, Battin und Dessau, Mitte des 19. Jahrhunderts | 094 35188          | Baudenkmal     | BW             |
| (Karte)                        | Kirche mit Kirchhof und Kriegerdenkmal | barocke Saalkirche mit südwestlichem Turm                                                                                         | 094 35190          | Baudenkmal     | Weitere Bilder |

### Ruhlsdorf
| Lage                     | Bezeichnung | Beschreibung                                                                              | Erfassungs- nummer | Ausweisungsart | Bild           |
| ------------------------ | ----------- | ----------------------------------------------------------------------------------------- | ------------------ | -------------- | -------------- |
| Ruhlsdorf Nr. 7b (Karte) | Kirche      | neogotische Backstein – Saalkirche mit polygonalem Ostabschluss und eingezogenem Westturm | 094 35194          | Baudenkmal     | Weitere Bilder |

### Schöneicho
| Lage                            | Bezeichnung          | Beschreibung                                                                                | Erfassungs- nummer | Ausweisungsart               | Bild           |
| ------------------------------- | -------------------- | ------------------------------------------------------------------------------------------- | ------------------ | ---------------------------- | -------------- |
| Dorfstraße 16                   | Hofanlage            | Bauernhof zweigeschossiges Bauernhaus aus Backstein sowie Wirtschaftsgebäude und Taubenhaus | 094 35196          | Baudenkmal                   |                |
| Koordinaten fehlen! Hilf mit.   | Taubenhaus           | Taubenhaus                                                                                  | 094 35196 001      | Teilobjekt eines Baudenkmals |                |
| Koordinaten fehlen! Hilf mit.   | Wirtschaftsgebäude   | Wirtschaftsgebäude                                                                          | 094 35196 002      | Teilobjekt eines Baudenkmals |                |
| (Karte)                         | Dorfanger mit Kirche | neogotische einschiffige Backsteinkirche mit südwestlichem Turm, unverbauter Straßenanger   | 094 97936          | Baudenkmal                   | BW             |
| (Karte)                         | Bockwindmühle        | technisches Denkmal 1830                                                                    | 094 35197          | Baudenkmal                   | Weitere Bilder |
| Schöneichoer Straße 24b (Karte) | Kirche               | Evangelische Kirche                                                                         | 094 35195          | Baudenkmal                   | Weitere Bilder |

### Schützberg
| Lage                   | Bezeichnung                  | Beschreibung                                                                                            | Erfassungs- nummer | Ausweisungsart | Bild                         |
| ---------------------- | ---------------------------- | --- | ------------------ | -------------- | ---------------------------- |
| am Elbdeich (Karte)    | Elbdeich und Deichwärterhaus | Zeugnis der Eindeichung der Elb- und Elsterauen, Backsteinbau um 1900                                   | 094 35200          | Baudenkmal     | Elbdeich und Deichwärterhaus |
| Hauptstraße 38 (Karte) | Auszugshaus/Altenteil        | eingeschossiger Backsteinbau mit gut erhaltener Gründerzeitfassade und Sandsteintreppe, 1881            | 094 35199          | Baudenkmal     | Auszugshaus/Altenteil        |
| Hauptstraße (Karte)    | Kirche                       | gotischer Rechteckbau aus dem 13. Jahrhundert, Backstein und Raseneisensteinbauweise, barocker Westturm | 094 35198          | Baudenkmal     | Weitere Bilder               |

### Schweinitz
| Lage | Bezeichnung                                | Beschreibung | Erfassungs- nummer | Ausweisungsart               | Bild |
| --- | ------------------------------------------ | --- | ------------------ | ---------------------------- | --- |
| Jüterboger Straße (Karte) | Distanzstein                               | Distanzstein | 094 36289          | Kleindenkmal                 | Distanzstein |
| Stadtgut 5 (Karte) | ehemaliges Gutshaus                        | zweiflügliger, zweigeschossiger Massivbau mit Walmdach, Mitte des 18. Jahrhunderts                                                       | 094 35025          | Baudenkmal                   | ehemaliges Gutshaus |
| Dörfchen 14 (Karte) | Gedächtnisstele                            | klassizistische Sandsteinstele, 1810 für Christiana Eleonora Engelmann errichtet                                                         | 094 35027          | Kleindenkmal                 | Gedächtnisstele |
| Dörfchen 35 | Bauernhof                                  | Bauernhof | 094 35024          | Baudenkmal                   | |
| Koordinaten fehlen! Hilf mit. | Bauernhaus                                 | Bauernhaus | 094 35024 001      | Teilobjekt eines Baudenkmals | |
| Koordinaten fehlen! Hilf mit. | Scheune                                    | Scheune | 094 35024 002      | Teilobjekt eines Baudenkmals | |
| Koordinaten fehlen! Hilf mit. | Wirtschaftsgebäude                         | Wirtschaftsgebäude | 094 35024 003      | Teilobjekt eines Baudenkmals | |
| Dörfchen 36 (Karte) | Bockwindmühle                              | Bockwindmühle | 094 35029          | Baudenkmal                   | Bockwindmühle |
| Friedhofsweg 5 | Feierhalle                                 | Feierhalle Backsteinbau in neogotischen Formen                                                                                           | 094 35026          | Baudenkmal                   | |
| Heller | Mauerrest                                  | runder mittelalterlicher Mauerrest aus Raseneisenstein, vermutlich 13. Jahrhundert, zur Befestigung des Schweinitzer Schlosses zugehörig | 094 35028          | Baudenkmal                   | |
| (Karte) | Platzanlage                                | Platzbebauung um die Stadtkirche | 094 35015          | Denkmalbereich               | BW |
| Kirchplatz 7 (Karte) | Küsterhaus mit langgestrecktem Speicherbau | |                    | Baudenkmal                   | BW |
| Kirchgasse 18 (Karte) | Kirche                                     | einschiffiger verputzter Backsteinbau mit eingezogenem Westturm, zweite Hälfte des 13. Jahrhunderts                                      | 094 35018          | Baudenkmal                   | Weitere Bilder |
| Dammstraße 52, 54, 56, 58 Rosengasse 28 Schliebener Straße 4, 5, 6, 7, 8, 9, 10, 11, 12, 13, 14, 14a, 15, 16, 17, 18, 19, 20, 21, 22, 23, 24, 25, 26, 27, Schweinitzer Markt 5, 6, 7, 8, 9, 10, 11, 12, 13, 14, 15, 16, 17, 18, 19, 20, 21, 22, 23, 24, 25, 26, 27, 28, 29, 30, 31, 32, 33 (Karte) | Teile des historischen Stadtkerns          | gewundener Straßenzug mit vorwiegend zweigeschossigen Fachwerk- und Massivbauten des 17. bis 19. Jahrhunderts                            | 094 35016          | Denkmalbereich               | [[Vorlage:Bilderwunsch/code!/C:51.7925,13.0258333!/D:Dammstraße 52, 54, 56, 58 Rosengasse 28 Schliebener Straße 4, 5, 6, 7, 8, 9, 10, 11, 12, 13, 14, 14a, 15, 16, 17, 18, 19, 20, 21, 22, 23, 24, 25, 26, 27, Schweinitzer Markt 5, 6, 7, 8, 9, 10, 11, 12, 13, 14, 15, 16, 17, 18, 19, 20, 21, 22, 23, 24, 25, 26, 27, 28, 29, 30, 31, 32, 33,!/\|BW]] |
| Markt 1 (Karte) | ehemaliges Schulhaus                       | |                    | Baudenkmal                   | ehemaliges Schulhaus |
| Dammstraße 54 (Karte) | Amtshaus mit Nebengebäude                  | zweistöckiger Fachwerkbau von 1668 | 094 35017          | Baudenkmal                   | Amtshaus mit Nebengebäude |
| Markt 3 (Karte) | Fachwerkhaus                               | Fachwerkhaus mit klassizistischem Portal                                                                                                 |                    | Baudenkmal                   | BW |
| Markt 6 (Karte) | Ackerbürgerhaus                            | giebelständiges Fachwerkhaus | 094 35019          | Baudenkmal                   | Ackerbürgerhaus |
| Markt 12 (Karte) | Rathaus                                    | |                    | Baudenkmal                   | Rathaus |
| Markt 25 (Karte) | Gasthaus Goldener Löwe                     | |                    | Baudenkmal                   | Gasthaus Goldener Löwe |
| Markt 30 (Karte) | Ackerbürgerhaus                            | Ackerbürgerhaus giebelständiges Fachwerkhaus mit Wirtschaftsbau, um 1725                                                                 | 094 35020          | Baudenkmal                   | Ackerbürgerhaus |
| Schweinitzer Markt 30 | Wirtschaftsgebäude                         | Wirtschaftsgebäude | 094 35020 001      | Teilobjekt eines Baudenkmals | |
| Markt 31 (Karte) | Ackerbürgerhaus                            | Ackerbürgerhaus giebelständiges Fachwerkhaus, um 1725, Wirtschaftsgebäude um 1770                                                        | 094 35021          | Baudenkmal                   | Ackerbürgerhaus |
| Schweinitzer Markt 31 | Wirtschaftsgebäude                         | Wirtschaftsgebäude | 094 35021 001      | Teilobjekt eines Baudenkmals | |
| Markt 32 (Karte) | Wohnhaus                                   | Wohnhaus anderthalbgeschossiger Massivbau mit Eckrisalit                                                                                 | 094 35022          | Baudenkmal                   | Wohnhaus |
| Schliebener Straße 22 (Karte) | Ackerbürgerhaus                            | Ackerbürgerhaus giebelständiges zweigeschossiges Fachwerkhaus, um 1725                                                                   | 094 35023          | Baudenkmal                   | Ackerbürgerhaus |

### Seyda
| Lage                          | Bezeichnung                                                                                | Beschreibung | Erfassungs- nummer | Ausweisungsart               | Bild                                                                                       |
| ----------------------------- | ------------------------------------------------------------------------------------------ | --- | ------------------ | ---------------------------- | ------------------------------------------------------------------------------------------ |
| Burgstraße 5 (Karte)          | Amtshaus Seyda mit Wirtschaftsgebäude                                                      | Fachwerkbau mit massivem Erdgeschoss von 1605, Sandsteinportal                                                         | 094 35030          | Baudenkmal                   | Amtshaus Seyda mit Wirtschaftsgebäude                                                      |
| (Karte)                       | Schule                                                                                     | zweigeschossiger gelber Backsteinbau mit Mittelrisalit, 1881                                                           | 094 35031          | Baudenkmal                   | Schule                                                                                     |
| Burgstraße 16 (Karte)         | Stadtgefängnis „Finke“                                                                     | quadratischer Backsteinbau mit Drempelgeschoß aus Fachwerk, um 1860                                                    | 094 35036          | Baudenkmal                   | Stadtgefängnis „Finke“                                                                     |
| Friedhof                      | Gedächtnisstele                                                                            | klassizistische Sandsteinstele                                                                                         | 094 35037          | Baudenkmal                   |                                                                                            |
| Glücksburger Straße 7 (Karte) | Diest-Hof                                                                                  | ehemalige Arbeiterkolonie bestehend aus drei zweigeschossigen Wohnbauten in Massiv- und Fachwerkbauweise, 1883         | 094 35039          | Denkmalbereich               | Diest-Hof                                                                                  |
| Jüterboger Straße 39 (Karte)  | Nachtwärterhaus                                                                            | eingeschossiger Massivbau,                                                                                             | 094 35038          | Baudenkmal                   | Nachtwärterhaus                                                                            |
| Kirchbogen 1, 2, 3 (Karte)    | kulturgeschichtlich zusammenhängende Platzanlage mit Kirche, Pfarrhaus und Diakoniegebäude | | 094 35033          | Denkmalbereich               | kulturgeschichtlich zusammenhängende Platzanlage mit Kirche, Pfarrhaus und Diakoniegebäude |
| Kirchbogen 2 (Karte)          | ehemalige Kirche zum Heiligen Kreuz                                                        | einschiffiger verputzter Feldsteinbau aus dem 13./14. Jahrhundert. Mit geradem Ostabschluss und quadratischem Westturm | 094 35034          | Baudenkmal                   | Weitere Bilder                                                                             |
| Kirchbogen 1 (Karte)          | Scheune und Stallgebäude                                                                   | Wirtschaftsgebäude Fachwerkbau um 1800                                                                                 | 094 35032          | Baudenkmal                   | BW                                                                                         |
| (Karte)                       | Scheune                                                                                    | Scheune | 094 35032 001      | Teilobjekt eines Baudenkmals | BW                                                                                         |
| (Karte)                       | Stall                                                                                      | Stall | 094 35032 002      | Teilobjekt eines Baudenkmals | BW                                                                                         |
| Kirchbogen 3 (Karte)          | Armenhaus                                                                                  | Armenhaus zweistöckiger verputzter Fachwerkbau, um 1800                                                                | 094 35035          | Baudenkmal                   | Armenhaus                                                                                  |

### Steinsdorf
| Lage                                  | Bezeichnung               | Beschreibung                                                 | Erfassungs- nummer | Ausweisungsart               | Bild           |
| ------------------------------------- | ------------------------- | ------------------------------------------------------------ | ------------------ | ---------------------------- | -------------- |
| Steinsdorfer Dorfstraße 27a (Karte)   | Kirche                    | Kirche                                                       | 094 35201          | Baudenkmal                   | Weitere Bilder |
| Dorfstraße, auf dem Dorfanger (Karte) | Kriegerdenkmal Steinsdorf | Kriegerdenkmal                                               | 094 35201 001      | Teilobjekt eines Baudenkmals | BW             |
| Dorfstraße 32 (Karte)                 | Stall                     | Stall Fachwerkgalerie mit flachbogigen Arkaden               | 094 35203          | Baudenkmal                   | BW             |
| Dorfstraße 29 (Karte)                 | Bauernhaus                | anderthalbgeschossiger Fachwerkbau in ursprünglichem Zustand | 094 35202          | Baudenkmal                   | Bauernhaus     |

## Ehemalige Kulturdenkmale nach Ortsteilen
Die nachfolgenden Objekte waren ursprünglich ebenfalls denkmalgeschützt oder wurden in der Literatur als Kulturdenkmale geführt. Die Denkmale bestehen heute jedoch nicht mehr, ihre Unterschutzstellung wurde aufgehoben oder sie werden nicht mehr als Denkmale betrachtet.

### Gentha
| Lage                  | Bezeichnung    | Beschreibung                                               | Erfassungs- nummer | Ausweisungsart | Bild |
| --------------------- | -------------- | ---------------------------------------------------------- | ------------------ | -------------- | ---- |
| Dorfstraße 20 (Karte) | Tagelöhnerhaus | eingeschossiger Lehmbau, erste Hälfte des 19. Jahrhunderts | 094 35097          | Baudenkmal     | BW   |

### Gorsdorf
| Lage                  | Bezeichnung            | Beschreibung | Erfassungs- nummer | Ausweisungsart | Bild           |
| --------------------- | ---------------------- | --- | ------------------ | -------------- | -------------- |
| Dorfstraße 51 (Karte) | Bockwindmühle Gorsdorf | Nach Einsturz der Bockwindmühle vom Anfang des 19. Jahrhunderts wurde sie im Jahr 2015 aus dem Denkmalverzeichnis ausgetragen. | 094 35109          | Baudenkmal     | Weitere Bilder |

### Hemsendorf
| Lage                   | Bezeichnung        | Beschreibung | Erfassungs- nummer | Ausweisungsart               | Bild |
| ---------------------- | ------------------ | --- | ------------------ | ---------------------------- | ---- |
| Dorfstraße 141 (Karte) | Schafhirtenhaus    | Eingeschossiger Massivbau, Mitte des 19. Jahrhunderts, nach genehmigtem Abbruch wurde das Schafhirtenhaus im Jahr 2018 aus dem Denkmalverzeichnis ausgetragen. | 094 35111          | Baudenkmal                   | BW   |
| Wasserschloß           | Wirtschaftsgebäude | Wirtschaftsgebäude wird zumindest seit 2020 nicht mehr als Denkmal geführt                                                                                     | 094 35108 003      | Teilobjekt eines Baudenkmals |      |

### Holzdorf
| Lage                          | Bezeichnung | Beschreibung    | Erfassungs- nummer | Ausweisungsart | Bild           |
| ----------------------------- | ----------- | --------------- | ------------------ | -------------- | -------------- |
| Bahnhofstraße 1, 2, 3 (Karte) | Bahnhof     | 2017 abgerissen | 094 36293          | Baudenkmal     | Weitere Bilder |

### Jessen (Elster)
| Lage                           | Bezeichnung | Beschreibung                        | Erfassungs- nummer | Ausweisungsart | Bild |
| ------------------------------ | ----------- | ----------------------------------- | ------------------ | -------------- | ---- |
| Wittenberger Straße 37 (Karte) | Wohnhaus    | zweistöckiges Fachwerkhaus, um 1800 | 094 35054          | Baudenkmal     | BW   |

### Kleindröben
| Lage                       | Bezeichnung | Beschreibung                                             | Erfassungs- nummer | Ausweisungsart | Bild |
| -------------------------- | ----------- | -------------------------------------------------------- | ------------------ | -------------- | ---- |
| Kleindröben Nr. 14 (Karte) | Backhaus    | Fachwerkbau mit Backofen aus Backsteinmauerwerk, um 1700 | 094 35130          | Baudenkmal     | BW   |

### Klossa
| Lage                       | Bezeichnung | Beschreibung                                            | Erfassungs- nummer | Ausweisungsart | Bild       |
| -------------------------- | ----------- | ------------------------------------------------------- | ------------------ | -------------- | ---------- |
| Klossaer Straße 38 (Karte) | Bauernhaus  | zweistöckiges Fachwerkhaus, Anfang des 19. Jahrhunderts | 094 35136          | Baudenkmal     | Bauernhaus |

### Klöden
| Lage                                           | Bezeichnung                 | Beschreibung                                                                                   | Erfassungs- nummer | Ausweisungsart | Bild |
| ---------------------------------------------- | --------------------------- | ---------------------------------------------------------------------------------------------- | ------------------ | -------------- | ---- |
| Dorfstraße 20 (Karte)                          | Gutsarbeiterhaus            | eingeschossiger Massivbau mit Krüppelwalmdach und Fachwerkanbauten, 1797                       | 094 35007          | Baudenkmal     | BW   |
| Elbstraße 8                                    | Gutsarbeiterhaus            |                                                                                                | 094 35004          | Baudenkmal     |      |
| Im Dorf 44, (andere Angabe Im Dorf 10) (Karte) | Bauernhaus mit Nebengebäude | eingeschossiger Klinkerbau, um 1860, nach Abbruch 2019 aus dem Denkmalverzeichnis ausgetragen. | 094 35012          | Baudenkmal     | BW   |

### Linda (Elster)
| Lage           | Bezeichnung | Beschreibung                            | Erfassungs- nummer | Ausweisungsart | Bild |
| -------------- | ----------- | --------------------------------------- | ------------------ | -------------- | ---- |
| Hauptstraße 19 | Bauernhaus  | einziges erhaltenes Fachwerkhaus im Ort | 094 35147          | Baudenkmal     |      |

### Mönchenhöfe
| Lage                                                       | Bezeichnung                                  | Beschreibung                                                                                    | Erfassungs- nummer | Ausweisungsart | Bild |
| ---------------------------------------------------------- | -------------------------------------------- | ----------------------------------------------------------------------------------------------- | ------------------ | -------------- | ---- |
| Mönchenhöfer Dorfstraße 49 (vormals Dorfstraße 49) (Karte) | Bauernhaus mit straßenseitigen Nebengebäuden | original erhaltenes Bauernhaus, 1924, nach Abbruch 2019 aus dem Denkmalverzeichnis ausgetragen. | 094 35157          | Baudenkmal     | BW   |

### Neuerstadt
| Lage                                               | Bezeichnung | Beschreibung                                       | Erfassungs- nummer | Ausweisungsart | Bild |
| -------------------------------------------------- | ----------- | -------------------------------------------------- | ------------------ | -------------- | ---- |
| Neuerstadter Nr. 2 Ortsausgang Richtung Kleinkorga | Mühle       | runder Mauerstumpf aus Backsteinmauerwerk, um 1900 | 094 97939          | Baudenkmal     |      |

### Rade
| Lage               | Bezeichnung | Beschreibung | Erfassungs- nummer | Ausweisungsart | Bild |
| ------------------ | ----------- | ------------ | ------------------ | -------------- | ---- |
| Klödener Straße 35 | Taubenhaus  |              | 094 97946          | Baudenkmal     |      |
| Lindenallee 13     | Bauernhaus  |              | 094 35189          | Baudenkmal     |      |

### Rettig
| Lage              | Bezeichnung | Beschreibung                                   | Erfassungs- nummer | Ausweisungsart | Bild |
| ----------------- | ----------- | ---------------------------------------------- | ------------------ | -------------- | ---- |
| Siedlungsstraße 2 | Bauernhaus  | zweistöckiges Fachwerkhaus mit Krüppelwalmdach | 094 35193          | Baudenkmal     |      |

### Seyda
| Lage                      | Bezeichnung         | Beschreibung                                                                                            | Erfassungs- nummer | Ausweisungsart | Bild           |
| ------------------------- | ------------------- | --- | ------------------ | -------------- | -------------- |
| Sydower Straße 34 (Karte) | Bockwindmühle Seyda | Mühle Nach einem Einsturz wurde die Mühle am 23. September 2020 aus dem Denkmalverzeichnis ausgetragen. | 094 35040          | Baudenkmal     | Weitere Bilder |

### Steinsdorf
| Lage          | Bezeichnung | Beschreibung | Erfassungs- nummer | Ausweisungsart | Bild |
| ------------- | ----------- | ------------ | ------------------ | -------------- | ---- |
| Dorfstraße 38 | Stall       |              | 094 35204          | Baudenkmal     |      |

## Legende
In den Spalten befinden sich folgende Informationen:
- Lage: Nennt den Straßennamen und wenn vorhanden die Hausnummer des Kulturdenkmals. Die Grundsortierung der Liste erfolgt nach dieser Adresse. Der Link „Karte“ führt zu verschiedenen Kartendarstellungen und nennt die geographischen Koordinaten.
Link zu einem Kartenansichtstool, um Koordinaten zu setzen. In der Kartenansicht sind Baudenkmale ohne Koordinaten mit einem roten bzw. orangen Marker dargestellt und können in der Karte gesetzt werden. Baudenkmale ohne Bild sind mit einem blauen bzw. roten Marker gekennzeichnet, Baudenkmale mit Bild mit einem grünen bzw. orangen Marker.
- Offizielle Bezeichnung: Nennt den Namen, die Bezeichnung oder zumindest die Art des Kulturdenkmals und verlinkt, soweit vorhanden, auf den Artikel zum Objekt.
- Beschreibung: Nennt bauliche und geschichtliche Einzelheiten des Kulturdenkmals, vorzugsweise die Denkmaleigenschaften.
- Erfassungsnummer: Für jedes Kulturdenkmal wird in Sachsen-Anhalt eine 20stellige Erfassungsnummer vergeben. Die letzten zwölf Ziffern werden für die Untergliederung nach Teilobjekten genutzt und werden nur angegeben, soweit vergeben. In dieser Spalte kann sich folgendes Icon  befinden, dies führt zu Angaben zu diesem Baudenkmal bei Wikidata.
- Ausweisungsart: Die Einordnung des Denkmales nach § 2 Abs. 2 DenkmSchG LSA
- Bild: Ein Bild des Denkmales, und gegebenenfalls einen Link zu weiteren Fotos des Kulturdenkmals im Medienarchiv Wikimedia Commons. Wenn man auf das Kamerasymbol klickt, können Fotos zu Kulturdenkmalen aus dieser Liste hochgeladen werden: